# لينسي جودفري
لينسي جودفري (بالإنجليزية: Linsey Godfrey)‏ هي ممثلة أمريكية، ولدت في 25 يوليو 1988 في الولايات المتحدة.

## أعمال

### أفلام
- (2008) ذي هاوس باني[4]

### مسلسلات
- إن سي آي إس
- ويزردز أوف ويفرلي بليس[5]

## وصلات خارجية
- لينسي جودفري على موقع IMDb (الإنجليزية)
- لينسي جودفري على موقع روتن توميتوز (الإنجليزية)
- لينسي جودفري على موقع ألو سيني (الفرنسية)
- لينسي جودفري على موقع أول موفي (الإنجليزية)
- لينسي جودفري على موقع قاعدة بيانات الفيلم (الإنجليزية)
- لينسي جودفري على موقع كينوبويسك (الروسية)